# The Night Digger
The Night Digger (títol dels Estats Units), rodada i estrenada l'any 1971 al Regne Unit com a The Road Builder, és una pel·lícula de thriller dirigida per Alastair Reid i basada en la novel·la Nest in a Fallen Tree de Joy Cowley. És protagonitzada per Patricia Neal i l'adaptació del guió és obra del seu llavors marit Roald Dahl.

## Argument
La pel·lícula descriu la caracterització d'una dona soltera de mitjana edat, Maura Prince, que es troba conval·lescent d'un accident i que viu amb la seva mare adoptiva cega, una anciana invàlida i cruel que anys enrere li havia pagat el tractament mèdic. La seva vida canvia de rumb quan descobreix en Billy Jarvis, un motociclista que comença a treballar per a elles com a manetes i del qual s'enamora. La història fa un tomb radical i acaba en tragèdia quan se'n va amb ell i descobreix que és un assassí psicòtic que rapta noies joves, les assassina i les enterra de nit en carreteres en construcció.

## Producció
Els orígens del film es remunten a l'any 1969, en què en el matrimoni format per Roald Dahl i Patricia Neal, l'actriu duia un temps d'inactivitat econòmica i inestabilitat emocional a causa d'un vessament cerebral que l'havia deixat amb seqüeles de paràlisi parcial. Neal havia rebut una proposta per a protagonitzar una adaptació a la pantalla gran del llibre Nest in a Fallen Tree de Joy Cowley, però al final el tracte no es va materialitzar. Dahl va proposar-se doncs adaptar el guió de la novel·la, i el juny de 1970 va dirigir-se als Estats Units per a tancar la filmació de la pel·lícula, que començaria a ser rodada al setembre a través de la productora Youngstreet Productions (que iniciava així la seva primera elaboració cinematogràfica).
El rodatge va tenir lloc en una mansió en ruïnes a Bray Lock, a la riba del Tàmesi i a prop de Windsor. El director de la pel·lícula, Alastair Reid, va contactar el gener de 1971 amb el compositor estatunidenc Bernard Herrmann (que al mateix temps estava treballant en la música de Psicosi) perquè s'encarregués de la música i de la banda sonora, caracteritzada per la seva turbulència i el glissando amb instruments de corda.
La producció de la pel·lícula no va comptar amb bones sintonies, i la pròpia Patricia Neal va sentir que l'elenc i l'equip de rodatge estaven en contra d'ella. Fins i tot alguns actors i el mateix Reid van arribar a fer comentaris despectius a la seva esquena, i un cop acabat el film, la protagonista no va ser remunerada pel projecte. Neal va declarar al respecte:
| «               | Ja no m'importa fer pel·lícules. Jo havia estat ambiciosa. Però no vull seguir treballant-hi. No m'importaria gens no tornar a fer-ne cap. Ja sóc prou feliç d'estar casada amb l'home que és el meu marit. | » |
| — Patricia Neal | |   |

## Repartiment
| Actor / actriu original | Personatge               |
| ----------------------- | ------------------------ |
| Patricia Neal           | Maura Prince             |
| Pamela Brown            | Mrs. Edith Prince        |
| Nicholas Clay           | Billy Jarvis             |
| Jean Anderson           | Mrs. Millicent McMurtrey |
| Graham Crowden          | Mr. Bolton               |
| Yootha Joyce            | Mrs. Palafox             |
| Peter Sallis            | Reverend Rupert Palafox  |
| Brigit Forsyth          | Infermera del districte  |
| Sebastian Breaks        | Dr. Ronnie Robinson      |
| Christopher Reynalds    | Billy (de jove)          |
| Sibylla Kay             | Prostituta               |